# Inmigración ucraniana en Colombia
Los Ucranianos en Colombia son una minoría étnica que vive en Colombia. La primera ola de inmigrantes ucranianos a Colombia tuvo lugar durante la era soviética. La mayoría de ellos procedían de Polonia, así como de Yugoslavia y la Ucrania soviética.
Como no hay una embajada oficial de Ucrania en Colombia, es difícil estimar cuántos descendientes de estos inmigrantes ucranianos hay en el país, Se encuentran censados alrededor de 400 Ucranianos residenciados actualmente de modo directo en el país con una clara tendencia a que aumente la migración de ucranianos en Colombia debido al conflicto bélico con Rusia, sin embargo es relevante anotar de aquellos ciudadanos que aunque son colombianos son también de ascendencia Ucraniana y se encuentran al respecto diversas estimaciones que apuntan a un rango estimado actualmente entre 6000 a 24000 personas que son claramente de ascendencia ucraniana en todo el país. 
Tras la Guerra de Ucrania algunas familias de ucranianos (Alrededor de 300 personas) han llegado en calidad de refugiados a Colombia, estableciéndose principalmente en Bogotá.
En Colombia hay una Asociación Ucraniana en Colombia PROSVITA. página web de PROSVITAEs una organización sociocultural fundada en 2023 con el objetivo de preservar la identidad y la cultura ucraniana en el extranjero. Su meta es fortalecer los lazos entre los ucranianos y los ciudadanos de Colombia, apoyar iniciativas culturales, educativas y benéficas, así como promover relaciones amistosas entre ambos países.
Además, la organización combate la propaganda rusa en América Latina e informa sobre la realidad de la vida de los ucranianos durante la invasión a gran escala en español.
Las principales actividades de la asociación incluyen la organización de celebraciones, foros, exposiciones, proyecciones de películas e intercambios culturales; cursos de idiomas y conferencias; ayuda a los desplazados y cooperación con organizaciones internacionales; así como la difusión de información veraz sobre la guerra en Ucrania y la lucha contra la desinformación.
La asociación realiza esfuerzos significativos para preservar la lengua y las tradiciones ucranianas entre las familias ucraniano-colombianas y los colombianos, y apoya proyectos conjuntos e intercambios culturales para fortalecer los lazos entre Ucrania y Colombia.
La organización también organiza protestas frente a la embajada rusa, manifestaciones pacíficas con el fin de llamar la atención sobre la guerra en Ucrania, informar al público colombiano sobre la guerra en Ucrania en español, así como promover la cultura ucraniana a través de exposiciones, proyecciones de películas y conferencias. 
El presidente de PROSVITA es Rostyslav Kalatsynskyi, un periodista e influencer ucraniano que cuenta con más de 800 mil seguidores en su canal de YouTube. Fue elegido por la comunidad ucraniana en 2023 y ocupará el cargo hasta 2028.El presidente de la Asociación Ucraniana en Colombia PROSVITA, Rostyslav Kalatsynskyi, se reunió con el actual embajador de la Unión Europea en Colombia, Gilles Bertrand
Desde el inicio de la invasión rusa, la junta directiva de PROSVITA ha desarrollado diversos proyectos educativos y caritativos en colaboración con la Embajada de Polonia en Colombia, entre ellos el "Picnic Polaco-Ucraniano".Польсько-український пікнік: благодійна акція на підтримку України в Колумбії
Junto con la Asociación de Egresados de la Universidad de los Andes, organizaron la proyección del documental Síndrome de Hamlet, dedicado a la guerra ruso-ucraniana.
En 2025, en colaboración con KAS Colombia, realizaron un conversatorio con políticos y expertos en el Hotel Dann Carlton, organizaron una exhibición de pinturas de PICTORIC en el Centro Cultural de Cajicá y en la Casa del Valle del Cauca en Bogotá PROSVITA presenta “La guerra en Ucrania a través de los ojos de ilustradores de Pictoric", y participaron en la Feria Internacional del Libro de Bogotá (FILBo) con una charla sobre literatura ucraniana, entre otras actividades. PROSVITA presenta la charla La Voz de la Literatura Ucraniana en la Guerra
Además, PROSVITA mantiene reuniones con el embajador de Ucrania en Perú, Yuriy Polyukhovich, así como con organizaciones ucranianas y colombianas, como la Fundación Bohdan Hawrylyshyn y KAS Colombia, para planificar eventos conjuntos y fortalecer la cooperación.

## Ucranianos y Colombo-ucranianos destacados en Colombia
- Jorge Michonik
- Moris Gutt
- Eliana Rubashkyn
- Salomon Gutt
- Mathilde Warschawsky
- Daniel Haime Gutt
- Rubén Possín
- José Eidelman
- Salomón Finvarb
- Paulina Serebrenik
- Andy Lassner